# Doutzen Kroes
Doutzen Kroes (Giekerk, 23 januari 1985) is een voormalig Nederlands fotomodel. In 2005 brak ze internationaal door als model via de Victoria's Secret-modeshow. In 2011 speelde ze in een Nederlandse film haar eerste rol als actrice.

## Levensloop
Kroes behaalde in 2003 haar havodiploma aan het Drachtster Lyceum. Kort daarna werd ze op 18-jarige leeftijd aangenomen door Paparazzi Model Management in Amsterdam. Nadien maakte ze snel carrière als fotomodel.
Kroes liep modeshows voor onder andere Versace, Dolce & Gabbana, Gucci, Ralph Lauren, Michael Kors, Yves Saint Laurent, Viktor & Rolf. Ze was het gezicht van de parfumlijnen Eternity, White Label en Reveal van Calvin Klein. In 2006 sloot ze een contract met het cosmeticabedrijf L'Oréal. Als het gezicht van L'Oréal werd ze het best betaalde model dat Nederland had voortgebracht. Eind 2007 werd Kroes het nieuwe gezicht voor lingeriemerk Victoria's Secret. Ook stond ze met twee foto's in de 2008-editie van de kalender van Pirelli. Sinds haar contracten met L'Oréal en Victoria's Secret neemt ze niet meer deel aan de halfjaarlijkse modeweken in Parijs, Londen, Milaan en New York. Als reden gaf ze dat het doel van deze shows, naamsbekendheid vergroten, al was bereikt.
Kroes hoort sinds 2008 bij de vijf best betaalde modellen ter wereld. Ze kreeg op 28 april 2008 haar eigen wassen beeld in Madame Tussauds. De jurk die het beeld draagt is gedoneerd door modeontwerper Roberto Cavalli.
In 2011 maakte ze haar debuut als actrice in de film Nova Zembla van regisseur Reinout Oerlemans, die op 21 november in première ging. In de film speelde ze de rol van Catharina Plancius, de dochter van Petrus Plancius.
In september 2012 presenteerde Kroes met Jandino Asporaat op de slotavond van het Nederlands Film Festival het Gala van de Nederlandse film, hier worden de Gouden Kalveren en de Grote Prijzen van de Nederlandse film uitgereikt.
In februari 2015 werd bekend dat Kroes Victoria's Secret zou verlaten. In augustus 2016 werd Doutzen Kroes als nieuwe "brand ambassador" van Hunkemöller benoemd.

## Maatschappelijke inzet
Kroes is trots op haar Friese wortels en treedt sinds 21 november 2007 op als ambassadeur voor de campagne "Praat mar Frysk". Op 15 december 2007 kreeg ze van de Vereniging van Friese Journalisten de Friese Persprijs uitgereikt. Ze voldoet volgens de jury voorbeeldig aan een van de belangrijkste criteria voor toekenning van de prijs: "Zij heeft de publiciteit in de Friese media gezocht noch geschuwd."
In augustus 2009 werd Doutzen aangekondigd als nieuwe ambassadeur van de organisatie Dance4life. Dance4life zet zich in om hiv en aids wereldwijd terug te dringen. Hiervoor heeft ze foto's geveild, waarvan de duurste 65.000 euro opleverde.
In 2021, tijdens de coronapandemie, sprak Kroes zich uit tegen vaccinatie en het coronabeleid, ze bracht hierover een complottheorie naar buiten. Er was verontwaardiging omdat haar bedrijf gebruikmaakte van overheidssteun vanuit de NOW-regeling, hoewel zij kritiek uitte op maatschappelijke instituten.

## Privé
In november 2010 trouwde ze met dj Sunnery James Gorré. Het paar heeft een zoon en een dochter. Haar twee jaar jongere zus Rens is schrijfster en blogger over voedsel.

## Filmografie
| Film      | Film                               | Film                    | Film                        |
| Jaar      | Productie                          | Rol                     | Opmerkingen                 |
| --------- | ---------------------------------- | ----------------------- | --------------------------- |
| 2011      | Nova Zembla                        | Catharina Plancius      | Dochter van Petrus Plancius |
| 2017      | Wonder Woman                       | Venelia                 |                             |
| 2017      | Justice League                     | Venelia                 |                             |
| 2020      | Wonder Woman 1984                  | Venelia                 |                             |
| Televisie |                                    |                         |                             |
| Jaar      | Productie                          | Rol                     | Opmerkingen                 |
| 2005-2015 | The Victoria's Secret Fashion Show | Zichzelf                | Model, Presentatrice        |
| 2008      | Valentino: The Last Emperor        | Zichzelf                | Documentaire                |
| 2009-2011 | RTL Boulevard                      | Zichzelf, presentatrice | Tv-serie, vier afleveringen |
| 2013      | Are All Men Pedophiles?            | Zichzelf                | Documentaire                |
| 2013      | RTL Late Night                     | Zichzelf                | Tv-serie                    |